# Campionati svizzeri di sci alpino 2017
I Campionati svizzeri di sci alpino 2017 si sono svolti a Davos dal 2 al 9 aprile. Il programma ha incluso gare di discesa libera, supergigante, slalom gigante, slalom speciale e combinata, tutte sia maschili sia femminili.
Oltre agli sciatori svizzeri, hanno potuto concorrere al titolo anche gli sciatori di nazionalità liechtensteinese, mentre gli atleti delle altre federazioni, pur prendendo parte alle competizioni, potevano ottenere solo prestazioni valide ai fini del punteggio FIS.

## Risultati

### Uomini

#### Discesa libera
| Pos. | Atleta               | Nazione  | Tempo   |
| ---- | -------------------- | -------- | ------- |
| 1    | Christopher Neumayer | Austria  | 1:09,18 |
| 2    | Beat Feuz            | Svizzera | 1:09,40 |
| 3    | Niels Hintermann     | Svizzera | 1:09,44 |
| 4    | Mauro Caviezel       | Svizzera | 1:09,59 |
| 5    | Otmar Striedinger    | Austria  | 1:09,65 |
| 6    | Ralph Weber          | Svizzera | 1:09,71 |
| 7    | Marc Pfister         | Svizzera | 1:09,83 |
| 7    | Lars Rösti           | Svizzera | 1:09,83 |
| 9    | Gino Caviezel        | Svizzera | 1:09,87 |
| 10   | Gilles Roulin        | Svizzera | 1:09,97 |

Data: 5 aprile

Località: Davos

Ore: 9.00 (UTC+1)

Pista: 

Partenza: 2 560 m s.l.m.

Arrivo: 2 105 m s.l.m.

Dislivello: 455 m

Tracciatore: Franz Heinzer

#### Supergigante
| Pos. | Atleta            | Nazione  | Tempo   |
| ---- | ----------------- | -------- | ------- |
| 1    | Mauro Caviezel    | Svizzera | 1:15,10 |
| 2    | Guglielmo Bosca   | Italia   | 1:15,38 |
| 3    | Stefan Rogentin   | Svizzera | 1:15,40 |
| 4    | Gilles Roulin     | Svizzera | 1:15,46 |
| 5    | Niels Hintermann  | Svizzera | 1:15,56 |
| 5    | Ralph Weber       | Svizzera | 1:15,56 |
| 7    | Semyel Bissig     | Svizzera | 1:15,74 |
| 8    | Loïc Meillard     | Svizzera | 1:15,77 |
| 9    | Matteo De Vettori | Italia   | 1:15,80 |
| 10   | Emanuele Buzzi    | Italia   | 1:15,85 |

Data: 7 aprile

Località: Davos

Ore: 9.30 (UTC+1)

Pista: 

Partenza: 2 560 m s.l.m.

Arrivo: 2 105 m s.l.m.

Dislivello: 455 m

Tracciatore: Franz Heinzer

#### Slalom gigante
| Pos. | Atleta          | Nazione  | Tempo   |
| ---- | --------------- | -------- | ------- |
| 1    | Gino Caviezel   | Svizzera | 1:43,91 |
| 2    | Justin Murisier | Svizzera | 1:44,10 |
| 3    | Loïc Meillard   | Svizzera | 1:44,17 |
| 4    | Sandro Jenal    | Svizzera | 1:44,22 |
| 5    | Daniel Meier    | Austria  | 1:44,23 |
| 5    | Alex Zingerle   | Italia   | 1:44,23 |
| 7    | Gilles Roulin   | Svizzera | 1:44,24 |
| 8    | Andrea Ballerin | Italia   | 1:44,27 |
| 8    | Hannes Zingerle | Italia   | 1:44,27 |
| 10   | Cédric Noger    | Svizzera | 1:44,30 |

Data: 8 aprile

Località: Davos

1ª manche:

Ore: 8.30 (UTC+1)

Pista: 

Partenza: 2 420 m s.l.m.

Arrivo: 2 110 m s.l.m.

Dislivello: 310 m

Tracciatore: Helmut Krug

2ª manche:

Ore: 12.00 (UTC+1)

Pista: 

Partenza: 2 420 m s.l.m.

Arrivo: 2 110 m s.l.m.

Dislivello: 310 m

Tracciatore: Willi Dettling

#### Slalom speciale
| Pos. | Atleta          | Nazione  | Tempo   |
| ---- | --------------- | -------- | ------- |
| 1    | Luca Aerni      | Svizzera | 1:24,03 |
| 2    | Reto Schmidiger | Svizzera | 1:24,21 |
| 3    | Marc Rochat     | Svizzera | 1:24,33 |
| 4    | Istok Rodeš     | Croazia  | 1:24,47 |
| 5    | Anthony Bonvin  | Svizzera | 1:24,63 |
| 6    | Marco Tumler    | Svizzera | 1:24,64 |
| 7    | Daniel Yule     | Svizzera | 1:24,82 |
| 8    | Dominik Stehle  | Germania | 1:24,85 |
| 9    | Marco Reymond   | Svizzera | 1:25,15 |
| 10   | Philipp Schmid  | Germania | 1:25,20 |

Data: 9 aprile

Località: Davos

1ª manche:

Ore: 8.00 (UTC+1)

Pista: 

Partenza: 2 270 m s.l.m.

Arrivo: 2 110 m s.l.m.

Dislivello: 160 m

Tracciatore: Erich Schmidiger

2ª manche:

Ore: 11.00 (UTC+1)

Pista: 

Partenza: 2 270 m s.l.m.

Arrivo: 2 110 m s.l.m.

Dislivello: 160 m

Tracciatore: Matteo Joris

#### Combinata
| Pos. | Atleta            | Nazione  | Tempo   |
| ---- | ----------------- | -------- | ------- |
| 1    | Luca Aerni        | Svizzera | 1:59,51 |
| 2    | Stefan Rogentin   | Svizzera | 1:59,92 |
| 3    | Loïc Meillard     | Svizzera | 1:59,97 |
| 4    | Justin Murisier   | Svizzera | 2:00,35 |
| 5    | Gino Caviezel     | Svizzera | 2:00,36 |
| 6    | Ralph Weber       | Svizzera | 2:00,71 |
| 7    | Gilles Roulin     | Svizzera | 2:00,81 |
| 8    | Matteo De Vettori | Italia   | 2:01,05 |
| 9    | Amaury Genoud     | Svizzera | 2:01,53 |
| 10   | Emanuele Buzzi    | Italia   | 2:01,68 |

Data: 7 aprile

Località: Davos

1ª manche:

Ore: 10.00 (UTC+1)

Pista: 

Partenza: 2 560 m s.l.m.

Arrivo: 2 105 m s.l.m.

Dislivello: 455 m

Tracciatore: Franz Heinzer

2ª manche:

Ore: 13.00 (UTC+1)

Pista: 

Partenza: 

Arrivo: 

Dislivello: 

Tracciatore: Simon Lamberti

### Donne

#### Discesa libera
| Pos. | Atleta            | Nazione  | Tempo   |
| ---- | ----------------- | -------- | ------- |
| 1    | Corinne Suter     | Svizzera | 1:12,11 |
| 2    | Priska Nufer      | Svizzera | 1:13,12 |
| 3    | Nathalie Gröbli   | Svizzera | 1:13,43 |
| 4    | Katja Grossmann   | Svizzera | 1:13,47 |
| 5    | Jasmina Suter     | Svizzera | 1:13,62 |
| 6    | Natalie Hauswirth | Svizzera | 1:14,03 |
| 7    | Denise Feierabend | Svizzera | 1:14,05 |
| 8    | Nina Ortlieb      | Austria  | 1:14,06 |
| 9    | Jasmine Flury     | Svizzera | 1:14,18 |
| 10   | Nicole Good       | Svizzera | 1:14,26 |

Data: 6 aprile

Località: Davos

Ore: 9.00 (UTC+1)

Pista: 

Partenza: 2 560 m s.l.m.

Arrivo: 2 105 m s.l.m.

Dislivello: 455 m

Tracciatore: Ivano Nesa

#### Supergigante
| Pos. | Atleta           | Nazione  | Tempo   |
| ---- | ---------------- | -------- | ------- |
| 1    | Corinne Suter    | Svizzera | 1:16,76 |
| 2    | Jasmine Flury    | Svizzera | 1:17,17 |
| 3    | Sabrina Maier    | Austria  | 1:17,46 |
| 4    | Tamara Tippler   | Austria  | 1:17,66 |
| 5    | Michaela Heider  | Austria  | 1:17,84 |
| 6    | Mélanie Meillard | Svizzera | 1:17,97 |
| 7    | Priska Nufer     | Svizzera | 1:18,16 |
| 8    | Wendy Holdener   | Svizzera | 1:18,24 |
| 9    | Nina Ortlieb     | Austria  | 1:18,34 |
| 10   | Katja Grossmann  | Svizzera | 1:18,53 |

Data: 7 aprile

Località: Davos

Ore: 11.00 (UTC+1)

Pista: 

Partenza: 2 560 m s.l.m.

Arrivo: 2 105 m s.l.m.

Dislivello: 455 m

Tracciatore: Roland Platzer

#### Slalom gigante
| Pos. | Atleta                | Nazione  | Tempo   |
| ---- | --------------------- | -------- | ------- |
| 1    | Mélanie Meillard      | Svizzera | 1:44,86 |
| 2    | Simone Wild           | Svizzera | 1:46,00 |
| 3    | Camille Rast          | Svizzera | 1:46,68 |
| 4    | Jasmina Suter         | Svizzera | 1:46,84 |
| 5    | Wendy Holdener        | Svizzera | 1:47,75 |
| 6    | Katharina Liensberger | Austria  | 1:47,85 |
| 7    | Jasmine Flury         | Svizzera | 1:48,27 |
| 8    | Rahel Kopp            | Svizzera | 1:48,35 |
| 9    | Carole Bissig         | Svizzera | 1:48,48 |
| 10   | Stephanie Jenal       | Svizzera | 1:48,75 |

Data: 8 aprile

Località: Davos

1ª manche:

Ore: 10.30 (UTC+1)

Pista: 

Partenza: 2 270 m s.l.m.

Arrivo: 2 110 m s.l.m.

Dislivello: 160 m

Tracciatore: Silvano Stadler

2ª manche:

Ore: 13.30 (UTC+1)

Pista: 

Partenza: 2 270 m s.l.m.

Arrivo: 2 110 m s.l.m.

Dislivello: 160 m

Tracciatore: Werner Zurbuchen

#### Slalom speciale
| Pos. | Atleta               | Nazione  | Tempo   |
| ---- | -------------------- | -------- | ------- |
| 1    | Mélanie Meillard     | Svizzera | 1:24,65 |
| 2    | Wendy Holdener       | Svizzera | 1:24,71 |
| 3    | Camille Rast         | Svizzera | 1:24,94 |
| 4    | Denise Feierabend    | Svizzera | 1:25,87 |
| 5    | Carole Bissig        | Svizzera | 1:26,22 |
| 6    | Rahel Kopp           | Svizzera | 1:26,96 |
| 7    | Nicole Good          | Svizzera | 1:27,94 |
| 8    | Bettina Schneeberger | Svizzera | 1:27,95 |
| 9    | Nadja Vogel          | Svizzera | 1:27,97 |
| 10   | Michelle Basler      | Svizzera | 1:28,14 |

Data: 8 aprile

Località: Davos

1ª manche:

Ore: 10.30 (UTC+1)

Pista: 

Partenza: 2 270 m s.l.m.

Arrivo: 2 110 m s.l.m.

Dislivello: 160 m

Tracciatore: Silvano Stadler

2ª manche:

Ore: 13.30 (UTC+1)

Pista: 

Partenza: 2 270 m s.l.m.

Arrivo: 2 110 m s.l.m.

Dislivello: 160 m

Tracciatore: Werner Zurbuchen

#### Combinata
| Pos. | Atleta            | Nazione  | Tempo   |
| ---- | ----------------- | -------- | ------- |
| 1    | Wendy Holdener    | Svizzera | 1:55,62 |
| 2    | Mélanie Meillard  | Svizzera | 1:55,85 |
| 3    | Michelle Gisin    | Svizzera | 1:56,32 |
| 4    | Sabrina Maier     | Austria  | 1:56,62 |
| 5    | Denise Feierabend | Svizzera | 1:56,85 |
| 6    | Corinne Suter     | Svizzera | 1:57,10 |
| 7    | Carole Bissig     | Svizzera | 1:57,15 |
| 8    | Simone Wild       | Svizzera | 1:57,87 |
| 9    | Rahel Kopp        | Svizzera | 1:58,00 |
| 10   | Priska Nufer      | Svizzera | 1:58,20 |

Data: 7 aprile

Località: Davos

1ª manche:

Ore: 8.45 (UTC+1)

Pista: 

Partenza: 2 560 m s.l.m.

Arrivo: 2 105 m s.l.m.

Dislivello: 455 m

Tracciatore: Roland Platzer

2ª manche:

Ore: 12.00 (UTC+1)

Pista: 

Partenza: 

Arrivo: 

Dislivello: 

Tracciatore: Fabio Becchimanzi